# Neriman Özsoy
Neriman Özsoy (Razgrad, 13 luglio 1988) è una pallavolista turca, schiacciatrice del Türk Hava Yolları.

## Carriera

### Club
Neriman Özsoy inizia la sua carriera nelle giovanili dell'Eczacıbaşı, dove gioca tra il 1999 ed il 2005. Fa il suo esordio in prima squadra nella stagione 2005-06, debuttando in Voleybol 1. Ligi e vincendo lo scudetto. Nella stagione successiva, dopo un breve periodo nella Superliga russa con l'Uraločka, approda al Karşıyaka, sempre nella massima divisione turca, prima di rientrare in forza all'Eczacıbaşı nel campionato 2007-08: vi milita per un triennio e conquista ancora uno scudetto e una Coppa di Turchia.
Per la stagione 2010-11 firma un contratto biennale con la Sirio Perugia, squadra italiana di Serie A1: qualche giorno dopo, tuttavia, viene ceduta in prestito annuale alle polacche Trefl Sopot, in Liga Siatkówki Kobiet: resta legata alle polacche, nel frattempo rinominate Atom Trefl Sopot, anche per metà dell'annata 2011-12, quando nel gennaio 2012, in seguito alle difficoltà economiche del club, si trasferisce alla Dinamo Krasnodar, tornando quindi nella massima divisione russa.
Nel campionato 2012-13 torna a giocare in patria, ingaggiata dal Galatasaray, dove resta per due annate, per poi trasferirsi nel club italiano dell'Imoco, in Serie A1, per l'annata 2014-15. Nell'annata seguente veste nuovamente la maglia dell'Eczacıbaşı, mentre nella stagione 2016-17 ritorna in Italia, questa volta con il River di Piacenza.
Nell'annata 2017-18 approda per un triennio alle giapponesi delle Toyota Queenseis, impegnate in V.Premier League, con cui conquista una Coppa dell'Imperatrice: viene quindi ingaggiata dalle NEC Red Rockets per il campionato 2020-21, sempre nella massima divisione giapponese, prima di passare al Minas, nella Superliga Série A brasiliana, per il campionato seguente, aggiudicandosi lo scudetto, venendo inoltre premiata come miglior schiacciatrice, e il campionato sudamericano per club.
Nell'annata 2022-23 è nuovamente di scena in V.League Division 1, stavolta ingaggiata dalle Denso Airybees, facendo quindi ritorno in patria nell'annata seguente per difendere i colori del Türk Hava Yolları.

### Nazionale
Nel 2007 fa il suo esordio nella nazionale turca, disputando il campionato europeo. Nel 2010 vince la sua prima medaglia, conquistando il bronzo all'European League. Si aggiudica ancora un bronzo al campionato europeo 2011 e al World Grand Prix 2012.
Dopo aver conquistato l'oro ai I Giochi europei, vince l'ennesimo bronzo al campionato europeo 2017.

## Palmarès

### Club
- Campionato turco: 2

2005-06, 2007-08
- Campionato brasiliano: 1

2021-22
- Coppa di Turchia: 1

2008-09
- Coppa dell'Imperatrice: 1

2017
- Campionato sudamericano per club: 1

2022

### Nazionale (competizioni minori)
- European League 2010
- European League 2011
- Montreux Volley Masters 2015
- Giochi europei 2015

### Premi individuali
- 2022 - Superliga Série A: Miglior schiacciatrice